# Niccolò Paganini
Niccolò Paganini (Genova, Genovai Köztársaság, 1782. október 27. – Nizza, Szárd Királyság, 1840. május 27.) itáliai hegedűművész, gitáros, zeneszerző, a 19. század eleji romantika korának legjelentősebb hegedűvirtuóza, akit az ördög hegedűsének neveztek. Kilenc éves kora előtt komponálta első szonátáját, 1793-ban már fellépett a nyilvánosság előtt. Megválasztották a luccai hercegi udvar első hegedűsének, és ott Európa legvirtuózabb hegedűsévé képezte magát.
Többéves koncertkörútján elkápráztatta hallgatóit legendás előadóművészetével. Hatalmas vagyont szerzett és nemzetközi hírnévre tett szert. A kortársak számára hihetetlennek tűnt ez a hangszeres tudás, ezért nevezték technikáját boszorkányosnak. Munkássága hatással volt Brahmsra, Lisztre és Schumannra is. Szerzeményei Liszt zongoravirtuozitásának mintájául szolgáltak, Schumann pedig egyik koncertje után, amelyet Frankfurt am Mainban hallott, döntötte el, hogy nem a jogi pályának, hanem a zenének szenteli magát. Paganini egyik leghíresebb tanítványa Antonio Bazzini, aki nyomdokain haladva a virtuóz irányt folytatta. Paganini briliáns kompozíciói a mai napig a hegedűművészek állandó műsorszámai.
Káprázatos technikájú, a hangszer lehetőségeit korábban nem ismert mértékben kihasználó előadó volt. A legnagyobb hatást a szülővárosában is fellépő lengyel hegedűművész, August Duranowski virtuóz játéka gyakorolta rá. Jobb felkarját testéhez szorítva, alkarját és csuklóját mozgatva kezelte a vonót, amivel egészen sajátos dinamikát kölcsönzött muzsikájának és hibátlan kettős fogásokat produkált. Gyakorta virtuóz balkezes pizzicatójával lepte meg közönségét vagy azzal, hogy egyetlen húron játszott le egész futamokat. Nemegyszer élt az elhangolás eszközével, azaz egyes speciális hanghatások érdekében elhangolta hegedűjét. Nemcsak az Il Cannone (Ágyú) nevű, 1742-ben készült kedvenc hegedűjén volt virtuóz, de gitáron és Hector Berlioz hatására brácsán is művészi szintre jutott játékával.
Lelkes hangszergyűjtő is volt, kollekciójában több Stradivariusszal. Halála után gyűjteménye a Smithsonian Intézet tulajdonába került. Briliáns kompozíciói mindmáig a hegedűművészek állandó műsorszámai. 1954 óta Genovában Concorso internazionale di Violino Niccolò Paganini néven évente versenyt rendeznek emlékére. 1978-ban Nyikolaj Csernih szovjet csillagász róla nevezte el a  2859 Paganini kisbolygót

## Életpályája

### Gyermekévei
Niccolò Paganini 1782. október 27-én született Genovában, a Passo di Gatta Mora (Fekete macska köz) 38-as szám alatt, amelyet akkor Vico delle Fosse del Collének (Dombárkok sikátora) neveztek. Apja, Antonio Paganini szatócs, ügynök, szerencsejátékos volt, de később a kikötőben rakodómunkásként is dolgozott. Anyja, Teresa Bocciardo a ház körüli teendőket intézte. Niccolò a család harmadik gyermeke volt, Carlo és Biagio után. A családnak még három leánygyermeke született: Angela, Nicoletta és Domenica, de Angela még gyerekkorában meghalt.
A mindössze négyéves Niccolò súlyosan megbetegedett kanyaróban, ennek folyományaként gyakran kataleptikus görcsökben szenvedett. Betegsége egész életén végigkísérte. A céltudatos és szigorú apa, amikor felfedezte fia nem mindennapi tehetségét, saját maga tanította meg mandolinon és hegedűn játszani. Ötéves korában, 1787-ben kapta első hangszerét, egy mandolint. Mire hétéves lett, apja megvette neki első hegedűjét is. Nyolcévesen Niccolò ismét megbetegedett, ezúttal valószínűleg skarlátban. Ebből a betegségéből is többféle testi baja maradt vissza, amelyek haláláig gyötörték: ízületi fájdalmak, szemgyulladás, állandó köhögési inger. Legyengült szervezete valószínűleg már fiatalkorában magában hordta a tuberkulózis csíráit, ami aztán halálát is okozta. Az apa kegyetlen szigorral tanította. A fiatal Niccolònak rengeteget kellett gyakorolnia, és ha nem teljesítette az apja által kiszabott napi feladatokat, akkor bezárták a kamrába, hogy ott játsszék.
1791-ben az apa, Antonio belátta, hogy képtelen tehetséges fia tudásának gyarapítására, ezért elvitte Niccolòt Giovanni Servettóhoz, a városi színház hegedűséhez, akit azonnal bámulatba ejtett a fiú tehetsége. Servetto beajánlotta a fiút Giacomo Costánál, a város legkiválóbb hegedűsénél. Niccolò hat hónapig tanult nála. Ezalatt többször is nézeteltérések támadtak közöttük, elsősorban a gyermek szokatlan vonókezelése miatt. Az ifjú Paganini már ebben az időben szokatlan testtartásban játszott: jobb felső karját a törzséhez szorította és csak az alsó karját mozgatta.
A tizenkét éves Niccolò már népszerű zenésznek számított Genovában. 1794-ben Costa szervezte meg első nyilvános fellépését a Néri Szent Fülöp-templomban. Ugyanebben az évben már hangversenyen is fellépett, amelynek célja az volt, hogy pénzt gyűjtsön továbbtanulása költségeire. A fiatal művészt ez a hangverseny egy csapásra híressé tette, különösen a Carmagnole népdalra szerkesztett variációi ragadták meg a közönséget. 1795-ben apjával Parmába utazott, hogy Alessandro Rollánál, a híres hegedűsnél és karmesternél folytassa tanulmányait. A legenda szerint Rolla meghallgatta Paganini játékát, majd visszautasította a felkérést, mondván, hogy nincs olyan, amit még megtaníthatna a fiúnak. Niccolò előbb Ferdinando Paërhez került, majd Gasparo Ghirettihez, a parmai Conservatorio della Pietà tanárához. Tanulmányai (elsősorban zeneszerzés) rövid ideig, mindössze két évig tartottak, ezután visszatért Genovába. 1796-ban fontos ismeretséget kötött: bemutatták Rodolphe Kreutzernek, a híres hegedűművésznek.
A Paganini család ebben az időben többször is költözni kényszerült, hiszen Genova a napóleoni háborúk idején a harcok kellős közepébe került. 1799-ben a család Polcevarába költözött, de ezt megelőzően, apja kíséretében hangversenykörutat tett Észak-Itália városaiban. A fiatal Niccolò és apja közötti ellentét annak túlzott szigorúsága miatt egyre jobban kiéleződött, a fiú többször is szökni próbált a családi házból. Még abban az évben végre visszaköltöztek ugyan Genovába, de decemberben ismét menekülniük kellett, mert a George Keith Elphinstone admirális vezette brit flotta elkezdte a francia kézen levő város ostromát. Livornóban telepedtek meg, és csak a következő év végén tértek vissza ismét Genovába.

### Luccai évek

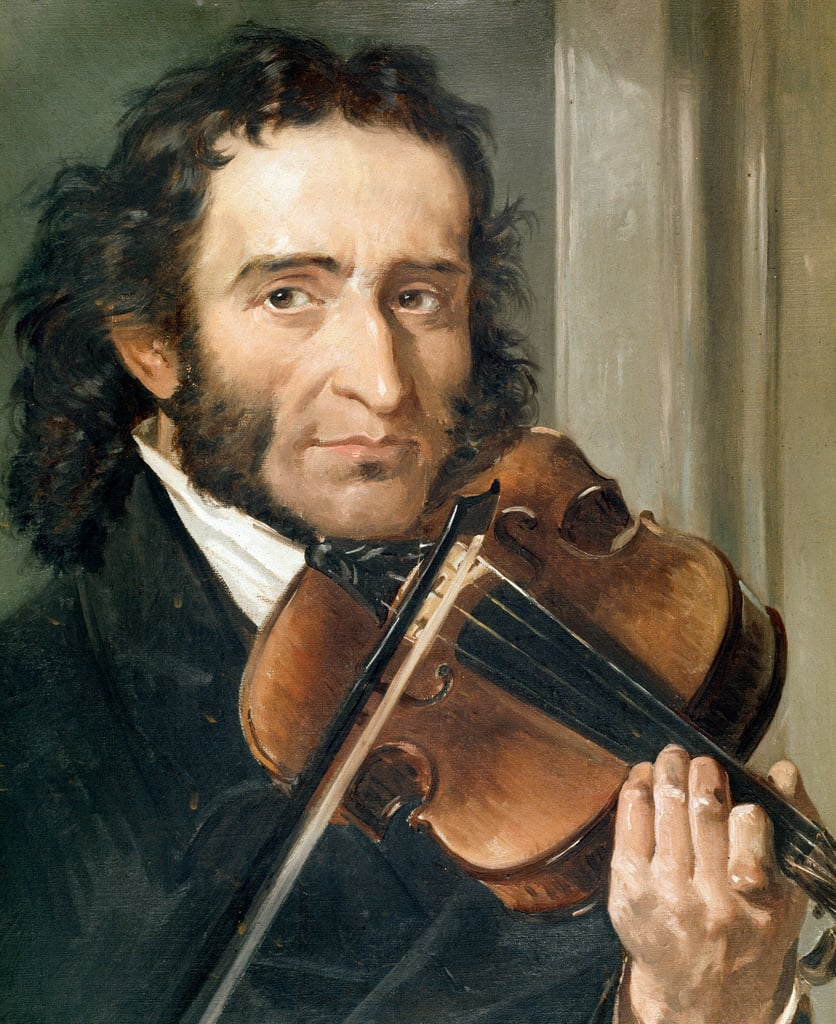
Niccolò Paganini

A tizennyolc éves művész számára menekülést jelentett az apai szigor elől, amikor Luccában első hegedűsi állást kapott a Nemzeti Zenekarban. A következő két évben kicsapongó életet élt, hódolt az apjától örökölt szerencsejáték-szenvedélynek, hírhedt szoknyavadász és botrányhős volt. Keveset koncertezett. Ebben az időszakban egy különös eset során övé lett egy Guarneri-hegedű. Az anekdota szerint Paganini egy este szerencsejátékon elveszítette a hegedűjét, így másnap, egy gazdag Livornói művészetpártoló kereskedő által megrendezett hangversenyen nem volt min játszania. A kereskedő, egy bizonyos Livron, kölcsönadta az ifjú művésznek a hegedűjét, szereplése után azonban nem volt hajlandó visszavenni: Nem akarom profanizálni a hangszert, ezért tartsa meg, kedves Paganini, és emlékezzék rám – kiáltott fel. Egy hasonló eset történt Parmában is, ahol a kiváló festő, Pasini ajándékozta meg egy szintén ma már nagyon értékes Amati-hegedűvel.
1804-ben az egyre terjedő trópusilázjárvány miatt visszatért Genovába, ahol több sikeres hangversenyt adott. 1805-ben immár Luccában nagy feltűnést keltő szerelmi kalandba bonyolódott Emilia Quilicivel, a mindössze tizenöt éves leánnyal. Még életének utolsó éveiben is visszaemlékezett egykori szerelmére, sőt végrendeletében is megemlékezett róla. Luccában ismét első hegedűs lett, a Nemzeti Zenekarban. 1805-ben Napóleon húga, Elisa, aki 1797 óta Felix Baciocchi felesége volt, Toszkána uralkodója lett. Székhelyének Luccát tette meg. Már első találkozásuk után félreérthetetlenül intim kapcsolat szövődött a művész és az uralkodónő között. 1806-ban Paganini elfoglalhatta az udvari kamarazenekar második hegedűsi állását. 1807-ben írta meg a hercegnőnek ajánlva a híres Duetti amorosit (Szerelmes duettek), valamint a császár dicsőítésére a Napóleon-szonátát. Sikereinek és tehetségének köszönhetően hamarosan kamaraszólista lett. Az uralkodónő meglehetősen nagyvonalúan kezelte kedvenc hegedűsét, még hangversenykörutakra is elbocsátotta. Paganini így előbb Genovába, majd Torinóba utazott, ahol két nagy sikerű koncerten lépett fel, majd az év végét Livornóban töltötte.
1809 elején visszatért Luccába, ahol a tavaszi hónapokban szorgalmasan dolgozott, sőt operaelőadásokat is dirigált. A hercegnőhöz fűződő viszonya lazult, már csak azért is, mert az többször is kénytelen volt elutazni. Előbb Firenzébe, majd Pisába tette át székhelyét. Paganini néhány hónapig szintén Firenzébe költözött, ahol megkapta az udvari csendőrség kapitánya címet, azonban az év végére feladta udvari szolgálatait, és úgy döntött, hogy hangversenykörútra indul.

### Hangversenykörúton

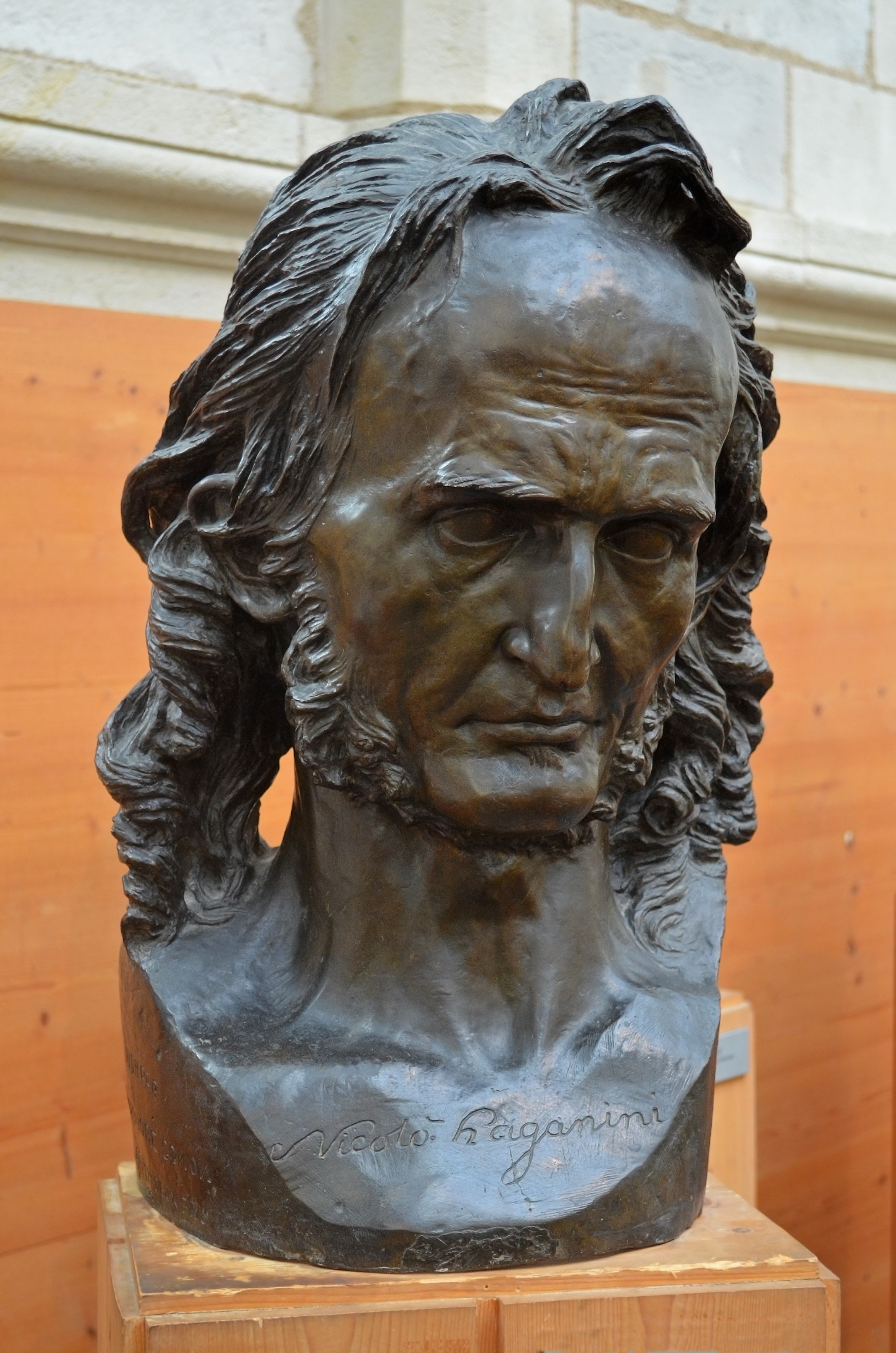
Niccolò Paganini, Pierre Jean David d’Angers alkotása (1830–1833)

1810-ben tizenkét nagyobb hangversenyt adott, amelyeknek színhelyei Livorno, Lucca, Cesena, Forlì, Cappi di Piangipane (Ravenna) és Rimini voltak. Folytatta kalandos és kicsapongó életét, rengeteg pénzt veszített szerencsejátékon, azonban mindig ügyelt arra, hogy családjának is juttasson bevételeiből. Apja ezt ki is használta, és maga is szenvedélyes szerencsejátékos lévén egyre több pénzt követelt fiától, sőt öngyilkossággal is fenyegetőzött, ha fia nem segít rajta.
A következő évben fellépett Modenában, Parmában, majd Ferrarában, 1813 elején pedig Bergamóban és Bresciában. Májusban Milánóba utazott, ahol több hónapot visszavonultságban töltött. Ekkor keletkeztek híressé vált Le Streghe (Boszorkányok) című variációi. Október 29-én emlékezetes hangversenyt adott a La Scala operaházban. A közönség őrjöngő lelkesedéssel fogadta. A fellépés szenzációnak számított, és a tekintélyes zenei szaklap, a Leipziger Musikalische Zeitung is felfigyelt rá. Milánóban még több mint 12 koncertet adott. Itt ismerkedett meg Rossinivel, aki éppen az Aurelianus Palmürában című operájának bemutatóján dolgozott. 1814-ben Paviában, Torinóban, majd ismét Milánóban hangversenyezett. Közben március 24-én Signorina Calcagno, Paganini 16 éves, egyetlen tanítványa is bemutatkozott a milánói konzervatórium közönsége előtt.
Szeptemberben visszatért koncertezni szülővárosába, Genovába, ahol azonban ismét szerelmi botrányba keveredett, ugyanis megszöktette a fiatal Angiolina Cavannát. A nőt azonban rövidesen elhagyta, miután megtudta, hogy az gyermeket vár tőle. 1815-ben az elszöktetett lány apjának feljelentése nyomán letartóztatták, és erőszak meg kiskorú elcsábítása vádjával börtönbe vetették. Kilenc napot ült fogságban, majd rögtön szabadulása után feljelentette az apát zsarolás vádjával. Ez a bebörtönzés indította el azokat a pletykákat, amelyek a művészt egész élete során végigkísérték: feleségének, illetve szeretőjének meggyilkolásáról szóltak.
1816. március 7-én Milánóban, közös hangversenyen lépett fel Charles Philippe Lafont-nal (1781–1839), a híres francia hegedűvirtuózzal, majd ezt követően Padovában, Velencében és Triesztben koncertezett. Velencében ismerkedett meg Louis Spohrral, a világhírű német hegedűs-zeneszerzővel.
1817 áprilisában meghalt szigorú apja. Temetését követően Paganini Ferrarában és Milánóban koncertezett, ahol vagyona egy értékes Stradivarius-hegedűvel gyarapodott. Milánóban megvárta még Rossini újabb bemutatóját, A tolvaj szarkát, majd visszatért Genovába, ahol megkomponálta I. hegedűversenyét, amely első hosszabb lélegzetű műve. A furcsa hegedűverseny érdekessége, hogy a műben scordaturát alkalmazott, azaz mindig a rendesnél félhanggal magasabbra hangolta a hegedűjét, annak üres húrjai tehát nem G-D-A-E, hanem Gisz-Disz-Aisz-Eisz voltak, de a D-húrnak megfelelő fogásokkal és ujjazattal játszott, miközben a zenekart Esz- (Disz)-dúrban, tehát transzponálva játszatta. Ezzel biztosította a hegedűszóló kiemelkedően fényes hangzását.
1818-ban tovább koncertezett Észak-Itáliában: Cremona, Piacenza (itt egy közös hangversenyen is fellépett a lengyel hegedűvirtuózzal, Lipińskivel), Mantova városokban. Bolognában az Accademia Filarmonica meghívta tagjai sorába. Még Piacenzában beleszeretett egy 13-14 éves lányba, Maria Bantiba, azonban ez a kalandja is rövid idejűnek bizonyult, hiszen házassági terveiről az év végére már letett. Az év második felében Firenzében, Luccában, Livornóban, Pistoiában és Sienában koncertezett, majd a következő év márciusában Rómában és Nápolyban lépett fel. Ekkor meghívást kapott Metternich hercegtől, hogy lépjen fel Bécsben. Az 1820-as esztendőt Dél-Itáliában töltötte, ahol a kedvező éghajlat egészségi állapotának jót tett. Fellépett Nápolyban és Palermóban is. Ez utóbbi helyen súlyos balesetet szenvedett: elesett és legurult mintegy negyven lépcsőn, ez egy ideig ágynak döntötte. Ugyanebben az évben két nagy zeneszerzői sikere is volt. A milánói Ricordi zeneműkiadó nyomtatásban közreadta néhány művét, ugyanakkor, ugyancsak Milánóban nyilvánosan előadták egyik kantátáját.
1821-ben Rómában járt, ahol műsorra tűzték Rossini új operáját, a Matilde di Shabrant. Az előadás előtt a színház karmesterét szélütés érte, helyette Paganini ugrott be, és maga játszotta a hiányzó hangszerek szólamait is. Ezután visszatért Nápolyba, ahol egészségi állapota jelentősen romlott, és ágynak esett. Állapota aggasztó volt, mire házigazdája a súlyos beteget ágyával és holmijával együtt kitette az utcára. Paganini egy zenészbarátjánál kapott megfelelő szállást, majd ismét szerelmi kalandba keveredett. Ezúttal egy Carolina nevű lányt akart feleségül venni. Az év végén visszatért Milánóba, és tervbe vette, hogy eleget tesz Metternich herceg meghívásának, és Bécsbe utazik. Gégebetegsége azonban kiújult, így kénytelen volt tervéről letenni.
A következő két esztendőben betegsége miatt nem koncertezett. Milánóban telepedett le, remélve, hogy az észak-itáliai nagyvárosban talál majd olyan orvost, aki segíteni tud rajta. Ebben az időben megírta a végrendeletét is. Rövid ideig Genovában tartózkodott, ahol leckéket adott egy Camillo Sivori (1815–1894) nevű csodagyereknek, akiben az utódját vélte felfedezni. 1823 májusában Paviába utazott gyógykezelésre, de végül az év végén mégiscsak Milánóban talált rá arra az orvosra, akinek kezelése eredményesnek bizonyult.
1824 elején Milánóban megismerkedett Antonia Bianchi karénekesnővel. Szerelmi kapcsolatuk 1828-ig tartott. A betegségéből felépült hegedűművész ismét koncertkörútra indult Paviába, Milánóba, majd Genovába, ahol már Antonia Bianchi is közreműködött. Még ugyanebben az évben koncertezett Comóban, Velencében, Udinében, Triesztben, Padovában és Bolognában.
Az egyházi áldás nélkül együtt élő Paganini és Antonia 1825-ben előbb Rómába és Firenzébe, majd Nápolyba, utána pedig Palermóba utazott, ahol megszületett fiuk, Achille Cyrus Alessandro. Erősödő köhögése miatt azonban kénytelen volt délen maradni, ahol az enyhe éghajlat miatt könnyebben érezte magát. Visszavonult egy Nápoly melletti birtokra, ahol a zeneszerzésnek szentelte idejét. Két hegedűversenyt írt, az egyiknek része a híres rondó-tétel, a La Campanella. Egy év pihenés után 1827 februárjában Rómában hatalmas sikerrel mutatta be hegedűversenyeit. XII. Leó pápa megajándékozta az Aranysarkantyús lovagrenddel, illetve a vele járó lovagi címmel. Paganini előtt két nagy muzsikus részesült ebben a magas kitüntetésben: Gluck és Mozart. Ezek után visszatért koncertezni Észak-Itáliába. Élettársához való viszonya egyre romlott, Antonia egyre több pénzt követelt, és nem egyszer magára hagyta betegségében. A kis Achille mindvégig apja gondnoksága alatt állt.

### Nemzetközi karrier

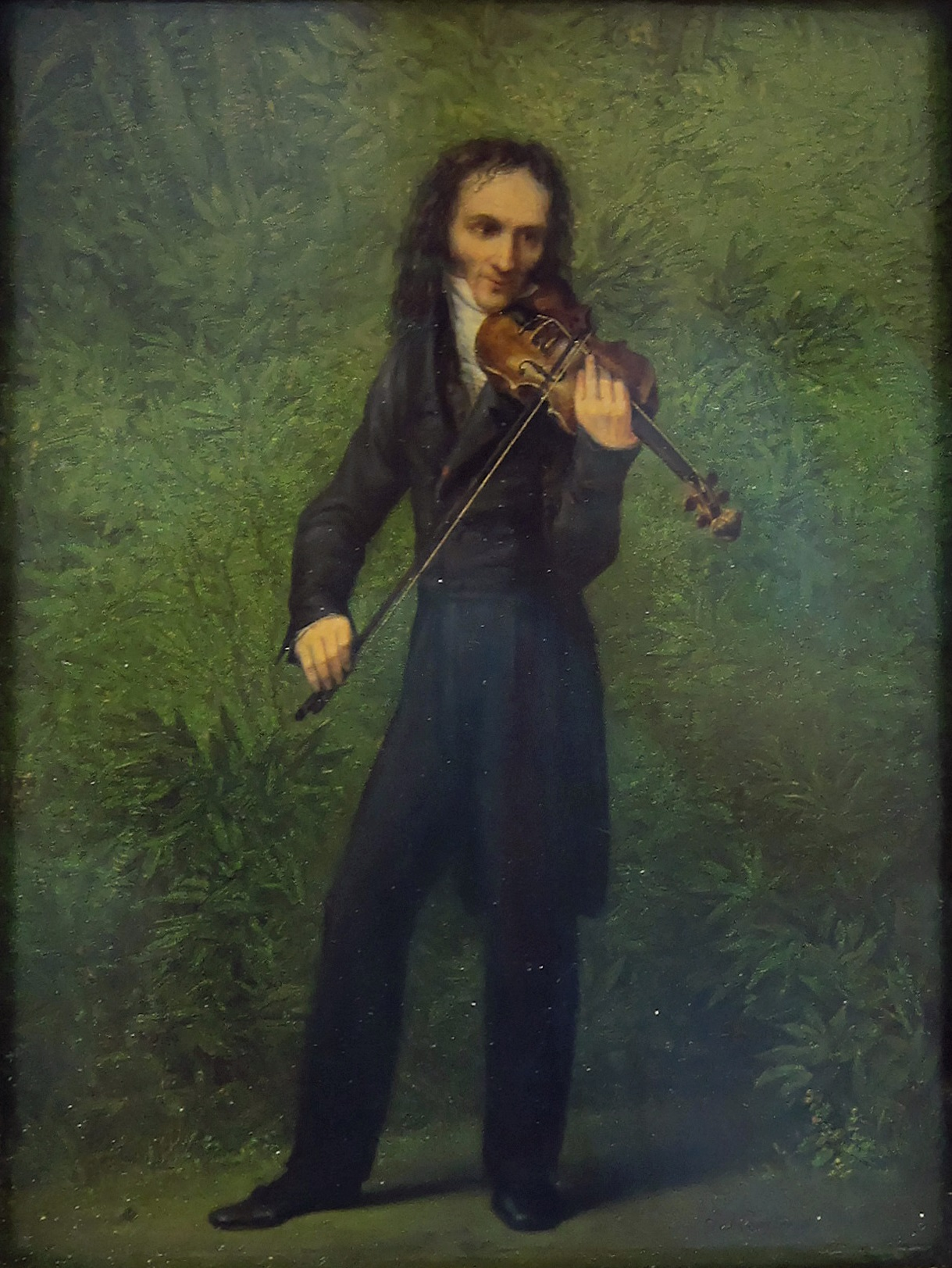
Paganini 1829 körül

1828-ban a művész elérkezettnek látta az időt, hogy eleget tegyen a bécsi meghívásnak. Március 29-én került sor az első koncertre az osztrák fővárosban. A Redoutensaalban megtartott hangverseny hatalmas siker volt. Második koncertjére a császárné is ellátogatott. A művész valóságos lázban tartotta a bécsi műértő közönséget, és kiváló tehetségének köszönhetően az ördög fiaként kezdték emlegetni, ehhez természetesen hozzájárult sajátos testtartása is. Az éttermekben megjelentek az a la Paganini fogások, sőt megjelentek a Paganini-perecek, de a nagy művész tiszteletére emlékérméket is verettek. Paganini további hangversenyeket adott, és szokásává vált, hogy akárhova látogatott, egy hangversenyének bevételét mindig jótékony célokra ajánlotta fel. Ennek köszönhetően Bécs városa kitüntette a San Salvador-éremmel, a jótékonyság terén végzett tevékenységének elismeréséül. Az év közepén szakított Antonia Bianchival, aki tetemes végkielégítéssel utazott haza Itáliába. Ezek után Paganini Karlsbadba utazott pihenni. Fogínygyulladásban szenvedett, aminek következtében a prágai orvosok kihúzták összes metszőfogát, az arcüregfertőzést kizárandó. Ennek következtében alakult ki jellegzetes arcformája, a beesett ajkakkal, ami tovább táplálta a közönségben az ördög fia legendát.
1829-ben német földön koncertezett. Előbb Drezdában, a szász fejedelem udvarában, majd Berlinben, a porosz királyi udvarban. Fellépését itt Meyerbeer segítette. A porosz király címzetes udvari karmesterré nevezte ki. Ezek után továbbutazott Frankfurt am Mainba, majd Posenbe és Varsóba, ahol ismét az ünnepelt Lipinskivel együtt lépett színpadra. Az év második felében Frankfurt am Mainban telepedett le, ahonnan bejárta a környékbeli városokat (Darmstadt, Mannheim, Mainz). Kipihenve fáradalmait újabb hosszú koncertkörútra indult, amelynek állomásai Lipcse, Halle, Magdeburg, Halberstadt, Dessau, Bernburg, Weimar, Erfurt, Rudolstadt, Coburg, Bamberg, Nürnberg, Regensburg, München, Augsburg, Stuttgart és Karlsruhe voltak. Közben meglátogatta Weimarban Goethét is. A következő év elejét Frankfurtban töltötte, elsősorban fia megromlott egészségi állapota miatt, de intéznie kellett peres ügyeit is. Áprilisban a lipcsei Allgemeine Musikalische Zeitung leközölte a művész önéletrajzának vázlatát, amit két évvel előbb Milánóban fogalmazott meg. Májusban ismét koncertezni indult, ezúttal Koblenzbe, Kölnbe, Kasselbe, Düsseldorfba, Göttingenbe, Hannoverbe, Cellébe, Hamburgba, Brémába, Braunschweigba, majd ismét visszatért Frankfurtba, ahol értesült Carlo fivérének haláláról és anyjának súlyos betegségéről.
1831-ben Paganini pályafutása csúcspontjához közeledett. A virtuóz már nemcsak a közönség tömegeire hatott, hanem tartós és mély benyomást tett a zenetörténet elkövetkező nagyjaira is (Liszt, Chopin, Vieuxtemps, Schumann, Mendelssohn, Spohr stb.). Márciusban Párizsba utazott, ahol hangversenyeivel szintén hatalmas sikereket aratott. Ezután Boulogne-sur-Mer-ben, majd Calais-ban lépett fel, ezután május 13-án hajóra szállt, London felé. Londoni fellépéseit késleltették kiújult fogfájásai, valamint a számos rosszindulatú pletyka és sajtótámadás, amelyek ellen kénytelen volt védekezni (többek között a koncertbelépők magas árát vetették a szemére). Főúri támogatást élvezve azonban június 3-án fellépett a Kings Theatre-ben, természetesen fergeteges sikert aratva. Az ezt követő évben szédületes tempót diktálva magának, 132 koncertet adott Anglia különböző városaiban (Clifton, Bath, Liverpool, Manchester, Leeds, Chester, Birmingham, York, Halifax, Sheffield, Hull stb.). 1832. január 15-én szomorú hír érte: meghalt édesanyja, Teresa Paganini. Március elején, a Londonban kirobbant kolerajárvány miatt Párizsba utazott, de a járvány ott is felütötte a fejét. A francia fővárosban egyébként is nyugtalan volt az élet, ekkor robban ki ugyanis a júliusi forradalom, és emiatt a művész nem léphetett fel. Az év második felében ismét visszatért Londonba koncertezni, majd szeptemberben ismét Párizsba, ezúttal újabb szerelme, Charlotte Watson kíséretében. Az év végét pihenéssel töltötte, keveset koncertezett.
1833. április közepén, immár harmadszor, visszatért Angliába, ahol találkozott a fiatal Mendelssohnnal. Londoni hangversenyeit követően több kisvárosban is fellépett. Az év végére visszatért Párizsba, teljesíteni korábbi kötelezettségeit, azonban súlyos tüdővérzést kapott.

### Visszavonulása
Az 1834-es esztendőt belgiumi hangversenysorozattal kezdte, ami már nem bizonyult akkora sikernek, mint korábbi fellépései. Közben újabb botrányba keveredett. Charlotte Watsont apja hazavitte, és perrel fenyegette Paganinit, amiért megszöktette a lányát. Ugyanebben az évben egy másik botrányba is keveredett, mert nem akart fellépni a szegény párizsi művészek megsegítésére rendezett hangversenyen. A sajtó kapzsisággal vádolta, ami részben érthető is volt hatalmas összehegedült vagyona miatt. Közben ügyvédje segítségével házat vásárolt Parmában (Villa Gaione), ahová aztán 1834 októberében be is költözött. 1835-ben keveset koncertezett. Genova városa arany emlékérem adományozásával tisztelte meg a művészt, Paganini pedig jelentős összeggel támogatta a genovai kolerajárvány áldozatainak családját. Elhatalmasodó gégefő-tuberkulózisa arra kényszerítette, hogy felbontsa itáliai koncertjeire kötött szerződéseit. Mária Lujza toszkánai főhercegnő megbízta a színházügyek országos felügyeletével, majd decemberben a szárd királytól megkapta a dekrétumot, ebben kinevezték az összes zenei ügyek felügyelőjének. A külföldön eltöltött hat esztendő megerőltetései után Paganini 1835-ben csak egyetlenegy hangversenyen lépett fel.
1836-ban továbbra is visszavonultan élt. Rosszindulatú pletykák szerint a Watson-ügy miatt nem utazhatott külföldre. Nyáron lemondott a színházi ügyek bizottságában elfoglalt tagságáról és elhagyta Parmát. Hosszabb időt töltött Torinóban, koncertjeit azonban itt is lemondta. Néhány hétre Genovában tartózkodott gyógykezelésen, majd decemberben Nizzába utazott, ahol két nyilvános hangversenyt adott.
Az 1837-es esztendő sikerrel kezdődött, ugyanis sikerült törvényesíttetni fiát, Károly Albert szárd király közbenjárásával. Továbbra is Nizzában tartózkodott, és a dél-franciaországi város kellemes éghajlatától várta állapotának javulását. Áprilisban visszatért Genovába, ahol megírta utolsó végrendeletét, majd egy rövid torinói megálló után júniusban Párizsba utazott, ahol megalapította a Casino Paganini-t. Ez a vállalkozás azonban hamarosan botrányba fulladt és csődbe ment. A rendőrség bezáratta az intézményt, s perek sorozata szakadt Paganini nyakába, akitől heti kétszeri fellépést követeltek, valamint lemondás esetében minden alkalommal tízezer frank kártérítést. A művész időközben súlyos beteg lett, hangját is elveszítette, valószínűleg a korábban összeszedett szifilisz eredményeképpen. Márciusban szanatóriumba vonult, hangversenyeit kénytelen volt lemondani. Az egyik hangverseny rendezői szerződésszegés miatt beperelték. Az év végén Paganini jó barátja, Hector Berlioz két hangversenyen megbukott, s hogy a pénzügyi problémákból kimentse, a hegedűművész nagyobb összeggel támogatta.
1839 januárjában Marseille-be utazott, de ritkán mutatkozott a nyilvánosság előtt. Júliusban a szerencsétlen Casino-ügy újabb bonyodalmakkal fenyegette. A párizsi bíróság nagy összegű kártérítésre kötelezte, sőt nemfizetés esetére még az adósok börtönét is kilátásba helyezte. A nyári hónapokban, orvosai tanácsára tengerparti üdülőhelyeken tartózkodott, majd szeptemberben Genovába utazott, de az ottani kénes fürdők sem segítettek egészségi állapotán, ezért visszatért Nizzába. Hangját teljesen elveszítette, írni is nehézkesen tudott, fájdalmas volt számára az étkezés. 1840. május 27-én, ötvenhét éves korában érte utol a halál.
Galvano, Nizza püspöke megtiltotta Paganini holttestének egyházi temetését, arra hivatkozva, hogy a művész állítólag megtagadta a halotti szentségek felvételét, de ehhez hozzájárult a művész köztudottan kicsapongó életmódja is. A holttestet a művész Grande Rue-i lakásán ravatalozták fel, az ismerősök sora és a város lakossága itt rótta le kegyeletét előtte. Paganini eltemetése érdekében azonban nem született előrelépés. A genovai hatóságok megtiltották a holttest tervezett elszállítását. Károly Albert szárd király is közbelépett, kegyeletre és emberséges magatartásra szólította fel az érintetteket. A hatóságok elrendelték a test bebalzsamozását és a koporsó lezárását, amit ideiglenesen a Villefranche-sur-Mer-i kórházban tároltak, majd onnan átszállították egy félreeső olajütő területére. A család, illetve végrendeletének végrehajtói többször is próbálkoztak a temetéssel, azonban a genovai hatóságok csak 1843-ban engedélyezték a koporsó átszállítását. Ez meg is történt: Paganini ideiglenes nyughelye Ramairone lett. 1845-ben gyászmisét mondattak érte, majd Mária Lujza pármai hercegnő és a pármai püspök engedélyével a Villa Gaionéba szállították át, és annak kertjében helyezték el, egyelőre egyházi áldás nélkül.
Csak 1876-ban rehabilitálták Paganinit, mint keresztényt. Megállapították, hogy egyházának hű fia volt, és a pármai temetőben helyezték örök nyugalomra. Fehér márványból készült mauzóleuma 1896-ban készült el.

## Életműve

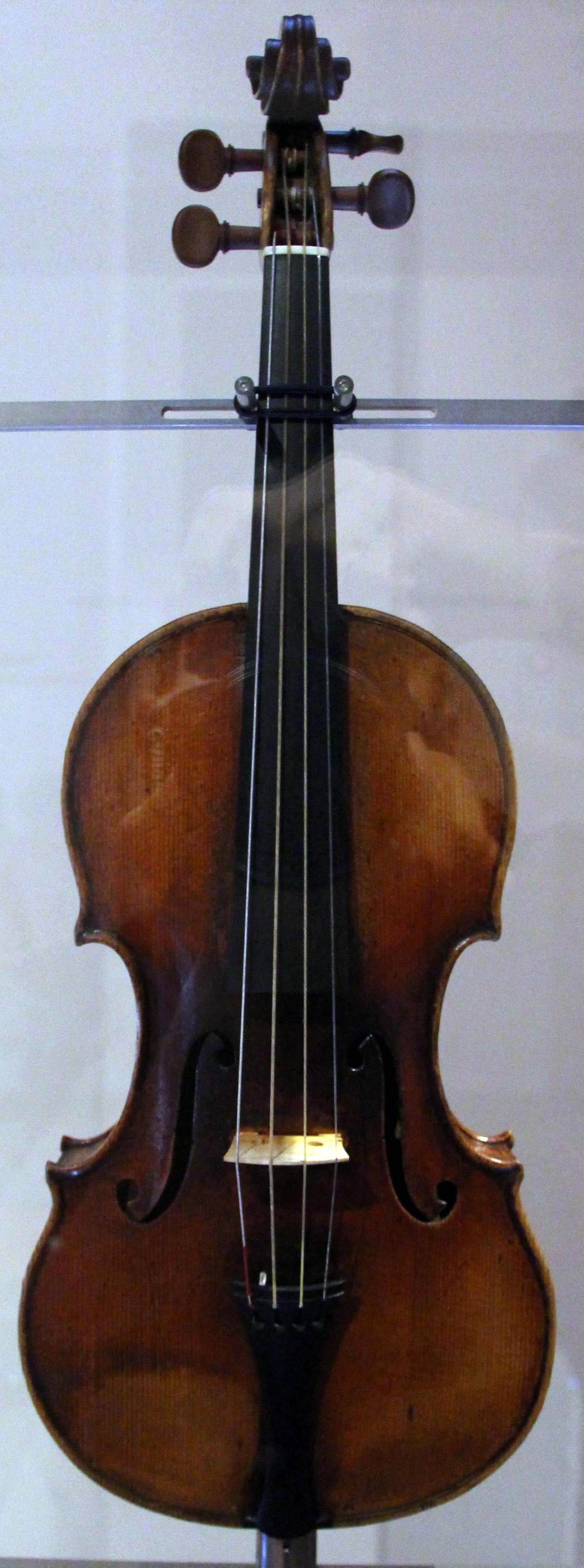
Paganini egyik Guarneri-hegedűje (il Cannone, 1742)

Niccolò Paganini a 19. század első felének elkápráztató technikájú, a hangszer lehetőségeit korábban nem ismert mértékben kihasználó hegedűművésze volt. A legnagyobb, életművében is jelentkező hatást a szülővárosában is fellépő lengyel hegedűművész, August Fryderyk Duranowski virtuóz játéka gyakorolta rá. Korabeli leírások alapján ismert, hogy Paganini jobb felsőkarját testéhez szorítva, alkarja és csuklója mozgatásával irányította a vonót, amivel egészen sajátos dinamikát kölcsönzött muzsikájának, s hibátlan kettős fogásokat produkált. Gyakorta virtuóz balkezes pizzicatójával vagy azzal lepte meg közönségét, hogy egyetlen húron játszott le egész futamokat. Nemegyszer élt az elhangolás eszközével, azaz egyes speciális hanghatások érdekében elhangolta hegedűjét. Nemcsak az Il Cannone (Ágyú) nevű, 1742-ben készült kedvenc Guarneri-hegedűjén volt virtuóz, de gitáron és Hector Berlioz hatására brácsán is művészi szintre jutott játékával.
Művészete és a halála körüli események mítoszt teremtettek személye köré. Már életében kiérdemelte „az ördög hegedűse” elnevezést, arra való utalásul, hogy hús-vér ember nem lehet képes effajta, a fizikai világot meghazudtoló virtuozitásra, csak amennyiben lepaktált az ördöggel. Az utolsó kenet elutasítása tovább növelte a személye körüli mítoszt. Művészetével ugyanakkor nagy mértékben inspirálta nemcsak a nyomában járó hegedűsöket (például Louis Spohr, Felix Mendelssohn Bartholdy, Henri Vieuxtemps), de a romantika korszakának nagy zongoraművészeit is (többek között Hector Berlioz, Robert Schumann, Frédéric Chopin, Liszt Ferenc), akik Paganini példáját követve a saját hangszerük lehetőségeit tágították, és virtuozitást megkövetelő zongoradarabokat írtak. Az utókorra gyakorolt eleven hatását igazolja, hogy halála után egy évszázaddal, 1934-ben Szergej Rahmanyinov Rapszódia egy Paganini-témára címen komponált zenekari darabot.
Zeneszerzői életművét imádott hangszere határozta meg: vonósnégyesek, kamaradarabok és három hegedűszonáta mellett huszonnégy capriccióból álló, 1805 és 1818 között komponált ciklusa a legnevezetesebb. Szerzeményei – amelyek csak kevés kivétellel jelentek meg életében – a legnehezebben eljátszható, virtuóz hegedűdarabok közé tartoznak.
Művei hegedűtechnikailag a legbravúrosabban kihasználnak minden lehetőséget a dúr-moll rendszeren belül. Személyének regényes titokzatosságát azzal is fokozni igyekezett, hogy legtöbb művét nem adta ki (ezeket csak halála után tették közzé tanítványai) és hogy a 17-18. században sűrűn használt húrátáthangolást (scordatura) is titokban alkalmazta. Munkái a hegedűvirtuózok kötelező műsordarabjaivá lettek. A maga korában csak a nagy romantikus zongoristák közt akadt két követője: Liszt Ferenc és Robert Schumann. Liszt Paganini példájára fejlesztette ki a zongora bravúrtechnikáját, Schumann költészetében pedig Paganini belekerült a titokzatos hoffmanni alakok sorába (Carnaval Paganini). Kamarazenéléshez nem értett, az alkalmazkodó ensemble-játékra képtelen volt. Fő műve a 24 capriccio, amelyeket zongorára Schumann és Liszt is feldolgozott. A 24. etűd témájára Brahms két sorozat önálló variációt komponált. Néhány énekművet és számos gitárkompozíciót is írt, utóbbiak közül jó néhányat kamaraegyüttesre. Kitűnő gitáros is volt. Dallamalkotó tehetsége nem jelentékeny, formálásban Kreutzer és Rode epigonja, de hiányzott belőle a klasszikus szellem.
Paganini lelkes hangszergyűjtő is volt, kollekciója – amely halálát követően a Smithsonian Intézet tulajdonába került – több Stradivariust is magába foglalt.

### Művei
Paganini összes művét Maria Rosa Moretti és Anna Sorrento gyűjtötte össze az úgynevezett M.S. katalógusban.

## Emlékezete
1954 óta Genovában évente versenyt rendeznek az emlékére: Concorso internazionale di Violino Niccolò Paganini néven. 1978-ban Nyikolaj Sztyepanovics Csernih szovjet csillagász róla nevezte el a  2859 Paganini kisbolygót.
Éttermekben különböző ételeket neveztek el róla és népszerű a Paganini-perec is.

## Paganini a filmvásznon
Filmek Paganini életéről:
- Az ördög hegedűse (2013) – David Garrett főszereplésével
- Kinski Paganini (1989) – Klaus Kinski főszereplésével
- Paganini (1976) – Tino Schirinzi főszereplésével
- Paganini (1973) – Antonio Theba főszereplésével
- Paganini (1961) – Fritz Eckhardt főszereplésével
- Gern hab’ ich die Frau’n geküßt (1934) - Iván Petrovich főszereplésével
- Paganini (1923) – Conrad Veidt főszereplésével
- Paganini (1911) – francia némafilm